# Paulin Riva
Paulin Riva (20 de abril de 1994) é um jogador de rugby francês, que joga na posição de back.

## Carreira
Paulin Riva começou a jogar rugby union aos cinco anos de idade, na escola de rugby FC Auch. Posteriormente, teve várias seleções nacionais graças à sua integração no Pôle France de Marcoussis. Descoberto em 2013 por Thierry Janeczek, foi selecionado com a equipe francesa de "desenvolvimento" dos setes para jogar nos torneios sub-17 de Dubai e Las Vegas. Em 2014, ingressou no time do Union Bordeaux Bègles, onde disputou a Copa da Europa (2 partidas para 1 try) e sagrou-se campeão francês com a seleção sub-20.
Em 2016, foi emprestado ao Soyaux Angoulême XV Charente onde disputou quinze partidas, incluindo dez como titular. Ele jogou rugby profissional de clube pelo Union Bordeaux Bègles. Mais tarde, ele também jogou emprestado pelo Soyaux-Angouleme. Em 2017, ele começou a jogar pela seleção francesa de rugby sevens, fazendo sua estreia no circuito mundial de sevens em Dubai.
Ele foi capitão da equipe francesa de Rugby Sevens para a vitória no evento World Rugby SVNS Series em Los Angeles em março de 2024 e no Spain Sevens de 2024 em Madri em junho de 2024. Ele foi posteriormente convocado capitão para as Olimpíadas de Paris de 2024.